# قاقم

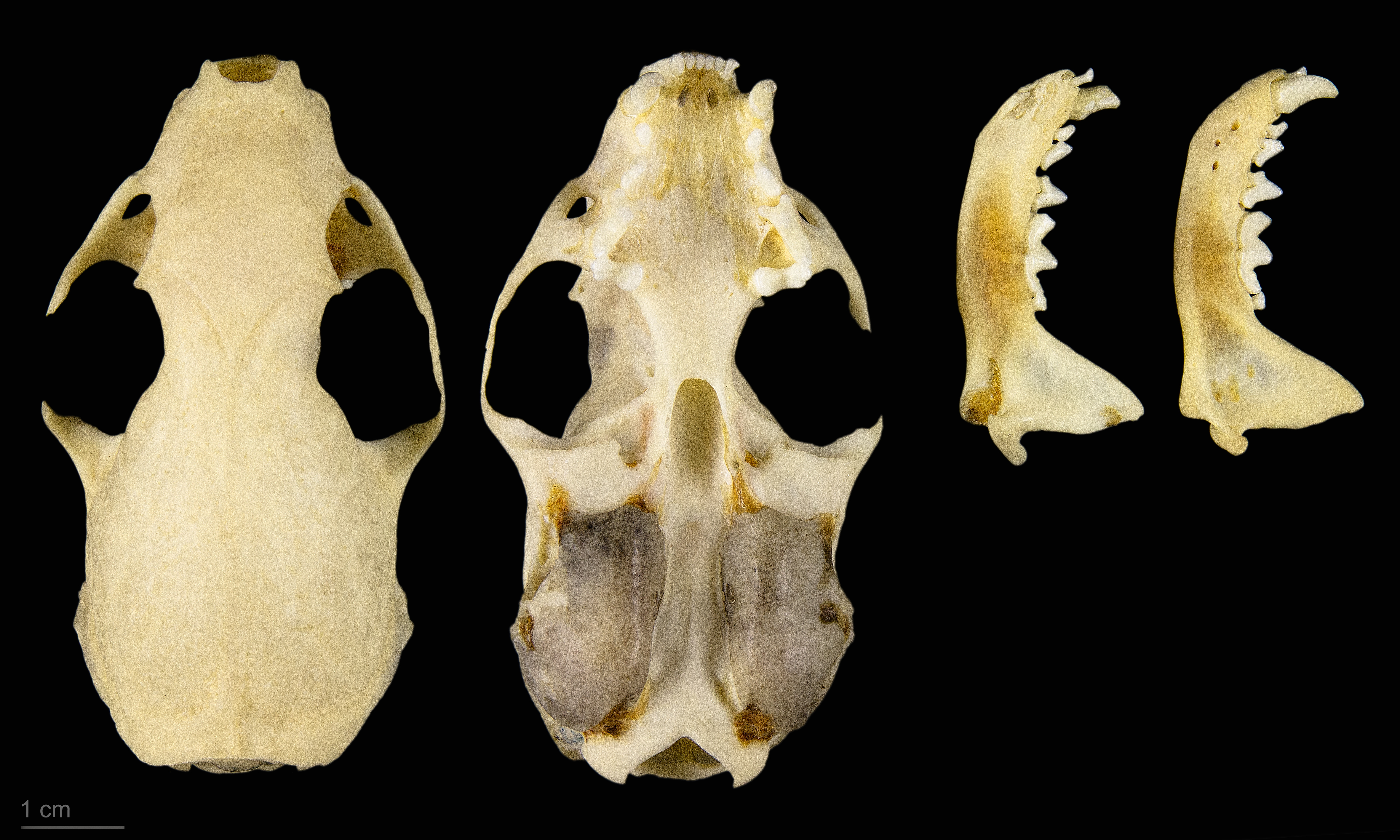
Mustela erminea

القَاقُم أو القَاقُوم هو حيوان يتبع جنس ابن عرس من الفصيلة العرسيات.
يستوطن أوراسيا وأمريكا الشمالية. على الرغم من لطف وجمال منظره، يعتبر من أصغر الحيوانات اللاحمة وهو حيوان شرس وعدواني، جسمه طويل وأطرافه قصيرة، ويبدل فراءه في فصلي الصيف والشتاء، حيث تميل إلى اللون البني في الصيف أما في الشتاء فيكون لونه أبيضًا.

## المظهر
القاقم رقيق ومرن مثل ابن عرس، ويتميز بذيل وحجم أكبر منه، يتميز القاقم بفرو بني محمر أعلاه وفرو أبيض ادناه، يبلغ طول ذكر القاقم من 16 إلى 31 سم، ومن 6 إلى 12 سم بالنسبة لذيله، يتراوح وزن الذكور ما بين 130 و450 غرام أما بالنسبة للإناث فيتراوح وزنها ما بين 130 و280 غرام.

## الموئل
يوجد القاقم في الموائل التالية: الأرض الصالحة للزراعة، الصحراء، الأراضي العشبية التي اجتاحتها الفيضانات، الغابات المتوسطية، الجبال العشبية، الغابات الصنوبرية، وغالبًا ما يتواجد في المناطق الجبلية الباردة، وينتشر في كندا وألاسكا وشمال الولايات المتحدة كما ينتشر في أجزاء من قارتي آسيا وأوروبا وشمال إفريقيا مهما أنه غير معروف هناك.

### شمال افريقيا
قام عالم الطبيعة المتحمس والنشط جدًا على الفيسبوك، مراد حرزالله، باكتشاف في غابة أولاد براهم في رأس الواد (برج بوعريريج), وفي جرجرة، ينشر أحد محبي التصوير الفوتوغرافي أيضًا صور صيده على الفيسبوك. صور نستطيع من خلالها رؤية الطرف الأسود من الذيل بوضوح، وهو أحد العلامات التي لا جدال فيها في التعرف على القاقم
ومنذ ذلك الحين، استغرق الأمر بعض الوقت لتأكيد اكتشاف القاقم من قبل عالمين هولنديين (كليس) وبلجيكي (ليبوا), ولم تنته المهمة بعد لأنه لا يزال من الضروري التقاط فرد لمقارنة حمضه النووي مع الحمض النووي للقاقم الأوروبي (انظر المقابلة مع كونراد دي سميت)
النطاق الجغرافي للحيوان القاقم واسع، ويشمل أوروبا وأمريكا الشمالية، وهو متوفر بكثرة أيضًا في نيوزيلندا، حيث تم إدخاله في القرن التاسع عشر لصيد الفئران، التي جلبتها سفن المستوطنين في القرن السابع عشر، والتي انتشرت في الجزيرة ودمرت حيواناتها الأصلية. في أوروبا وأمريكا الشمالية، أصبح القاقم على وشك الانقراض بسبب فرائه المرغوب بشدة

## الغذاء
يقتات القاقم على فئران الحقول وبعض الطيور والأرانب والحشرات والسحالي في بعض الأحيان.

## وصلات خارجية
http://ecologie.nature.free.fr/pages/mammiferes/hermine.htm
http://www.bbc.co.uk/nature/life/Stoat
http://dvd4arab.maktoob.com/f2654/3004566.html
- القاقم في الجزائر